# Polissoir des Fainéants
Le polissoir des Fainéants est un polissoir situé à Noé, dans l'Yonne, en France.

## Localisation
Le polissoir est situé dans l'Yonne, sur la commune de Noé.

## Protection
L'édifice a été classé au titre des monuments historiques en 1938.

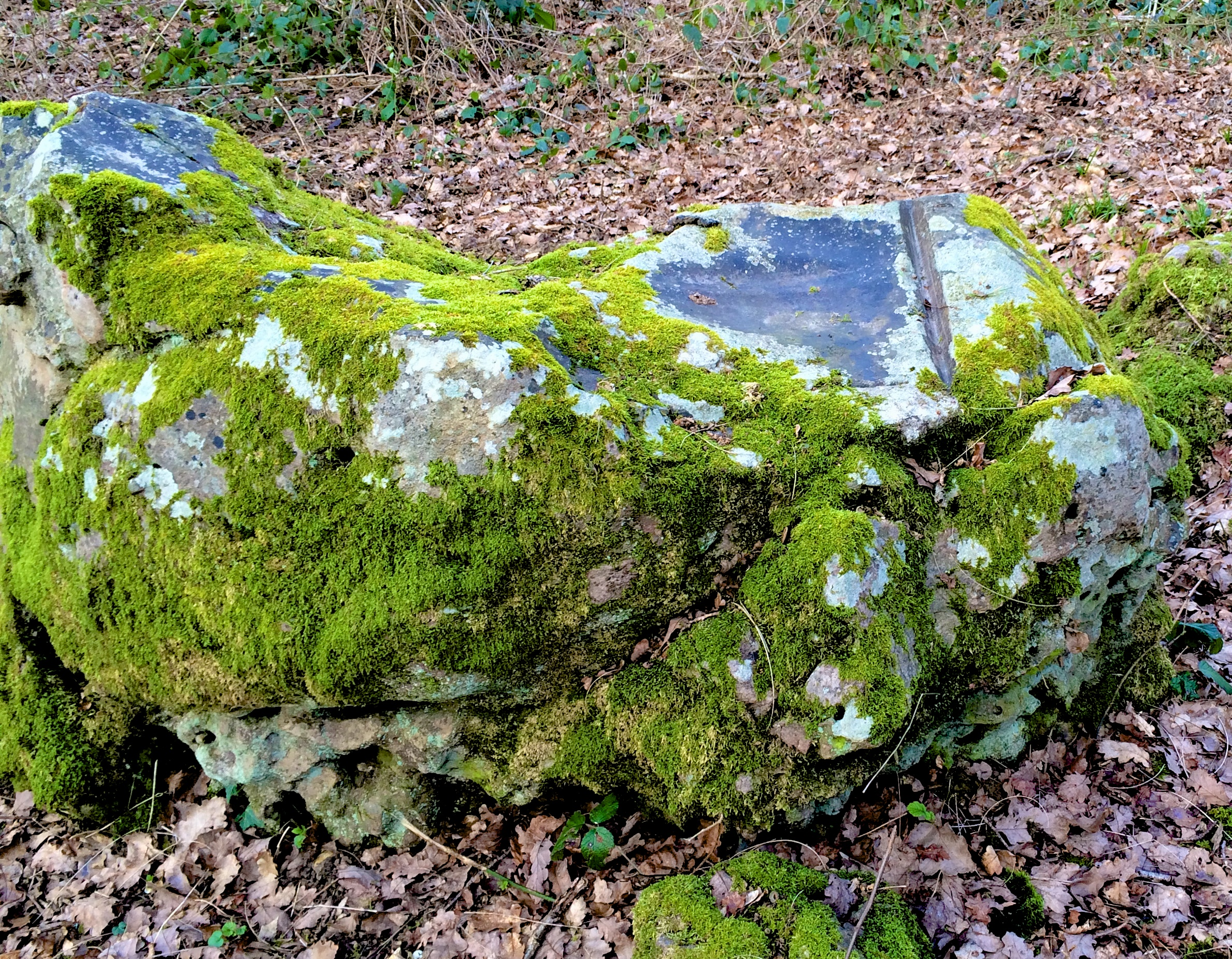
Le polissoir des Fainéants côté sud.
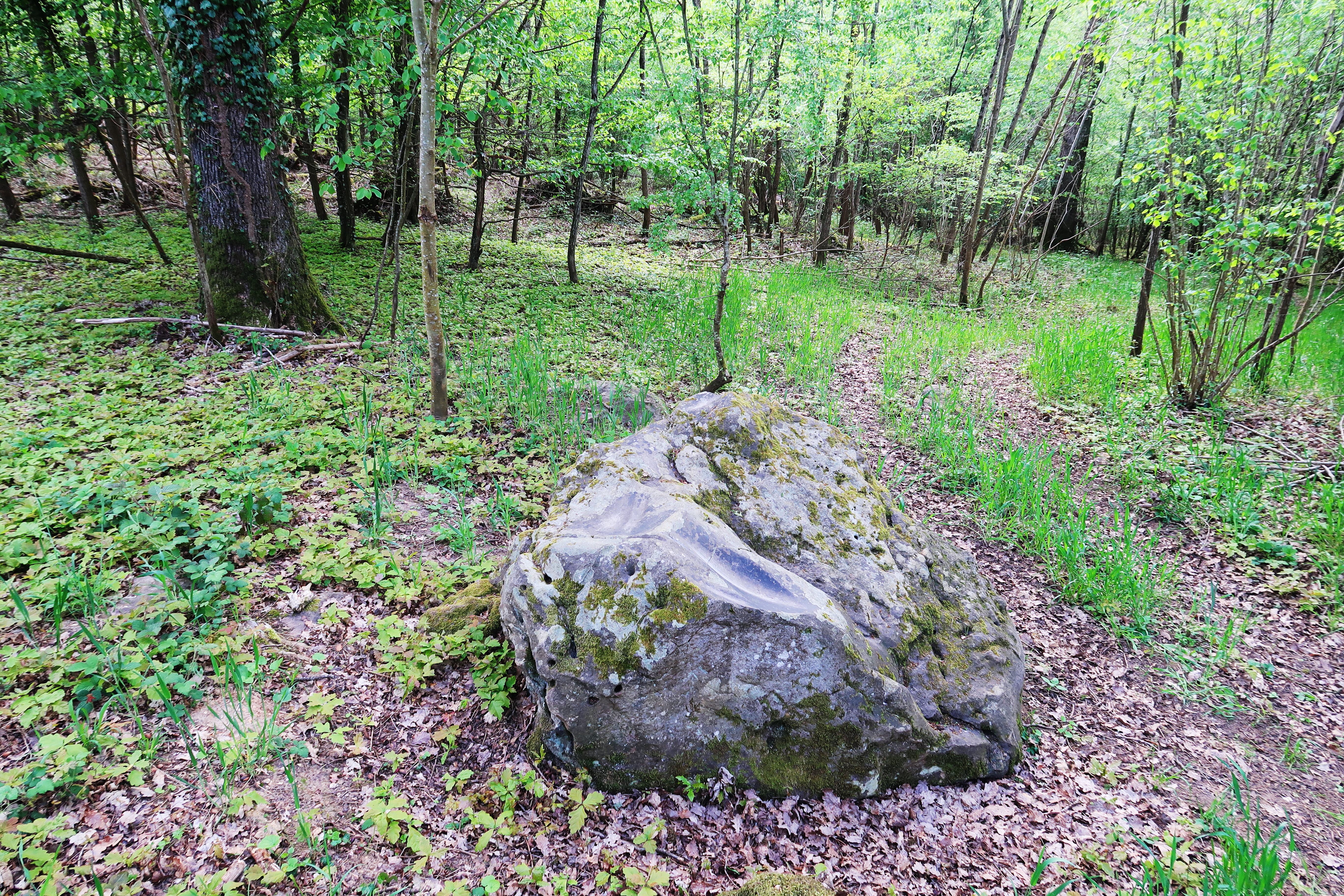
Le polissoir des Fainéants dans son environnement.